# Rob McDonald
Robert Roderick McDonald, detto Rob (Hull, 22 gennaio 1959), è un allenatore di calcio ed ex calciatore inglese, di ruolo attaccante.

## Palmarès

### Giocatore

#### Competizioni nazionali
- Campionato olandese: 1

PSV: 1985-1986